# 6e division d'infanterie (Royaume-Uni)
Pour les articles homonymes, voir 6e division.
La  6e division, ancienne  6e division d'infanterie (6th Infantry Division) est une division de la British Army (armée de terre britannique). Elle fut créée en 1814 par Arthur Wellesley, futur Duc de Wellington et a participé à la guerre d'indépendance espagnole et à la Première Guerre mondiale. Elle participa également à la Seconde Guerre mondiale sous le nom de 70e division d'infanterie. Elle est reformée entre 2008 et 2011 pour intervenir en Afghanistan. En 2019, l'insigne de la 6e division est un drapeau noir avec un cercle blanc au centre.

## Organisation

### Première Guerre mondiale
La 6e division britannique est une division de l'armée régulière envoyée en France à partir du 9 septembre 1914. Elle est présente sur le front occidental durant la totalité de la Première Guerre mondiale. Elle combat pour la première fois au sein du 3e corps d'armée lors de la première bataille d'Ypres.
Durant l'année 1915, la division occupe une partie du front dans le saillant d'Ypres et relève les troupes impliquées dans la  deuxième bataille d'Ypres. Le saillant est une zone calme du front le restant de l'année excepté le 9 août, date d'une attaque sur le château de Hooge.
À la fin de juillet 1916, la division est retirée du front. Durant l'année 1915 jusqu'en juillet 1916, elle subit 11 000 victimes. En septembre, la division est attachée au 14e corps. Dans ce cadre la 6e division participe à la bataille de la Somme en attaquant la fortification allemande appelée quadrilatère. Le 18 septembre, elle capture le site et participe ensuite aux attaques sur Morval et sur Le Transloy. La 6e division est relevée le 20 octobre et rattachée au corps de réserve. Les pertes totales de la division lors de son action dans la Somme sont de 277 officiers et 6 640 hommes de troupe. En novembre 1916, la division tient le secteur relativement calme de La Bassée. En mars 1917, elle est localisée dans le secteur de Loos et mène des opérations et des raids à proximité de la colline 70.
Le 25 juillet, la 6e division est relevée par les troupes canadiennes peu avant l'assaut final sur la colline 70. Elle est ensuite rattachée au 3e corps d'armée et prend part à la bataille de Cambrai. Quatre jours après la fin de la bataille, la division quitte les premières lignes pour se reposer à Basseux. En Février 1918, la division est affectée le secteur Lagnicourt. Lors de l'attaque allemande du 22 mars, la division se retrouve dans les combats, elle subit plus de 3 900 morts sur un effectif initial de 5 000 hommes. Le 25 mars, la division est rattachée à la 2e armée et tient une partie du front dans le saillant d'Ypres.
En septembre, la division fait partie du 9e corps et prend part à la Bataille d'Épehy, en participant à l'attaque générale vers Saint Quentin qui débute le 18 septembre et se termine avec la prise du quadrilatère le 25 septembre. Les deux dernières attaques de la division se déroule en octobre. Le 8 octobre, la division capture Bohain-en-Vermandois et le 18 octobre les hauteurs surplombant le Canal de la Sambre à l'Oise préparant la bataille de la Sambre.

### Organisation actuelle
Le 26 juillet 2007, le secrétaire d'État à la Défense a annoncé que le QG de la 6e division serait reformé pour diriger force internationale d'assistance et de sécurité (FIAS) dans le Sud de l'Afghanistan. Après le retrait britannique, elle dissout en 2011.
En mai 2019, le Force Troops Command (en) est renommé 6e division. Elle est chargée du soutien ISTAR, guerre électronique et guerre asymétrique.

### Les autres division de laBritish Army
- 1re division blindée
- 2e division d'infanterie
- 3e division d'infanterie
- 4e division d'infanterie
- 5e division d'infanterie